# クイーン 旅立つわたしのハネムーン
『クイーン 旅立つわたしのハネムーン』（クイーン たびだつわたしのハネムーン、原題：Queen）は、2014年に公開されたインドのコメディドラマ映画。ヴィカース・バールが監督、カンガナー・ラーナーウトが主演を務め、リサ・ヘイドン、ラージクマール・ラーオが共演している。ニューデリーで暮らすパンジャーブ人の女性が婚約を破棄され、1人でハネムーン予定地だったパリ・アムステルダムを旅する物語である。
2013年10月に釜山国際映画祭でプレミア上映され、2014年3月7日に公開された。映画は脚本やラーナーウトの演技が高く評価され、同年公開映画の中で最高の作品の一つに挙げられている。1億2500万ルピーで製作された本作は10億8000万ルピーの興行収入を記録し、興行的成功を収めた。第60回フィルムフェア賞で6つの賞、第62回国家映画賞で2つの賞を受賞している。

## キャスト
- ラニ - カンガナー・ラーナーウト
- ヴィジャイラクシュミ - リサ・ヘイドン（英語版）
- ヴィジャイ - ラージクマール・ラーオ
- アレクサンダー - ミシュ・ボイコ
- タカ - ジェフリー・ホー
- ティム - ジョゼフ・ギト
- マルセロ - マルコ・カナデア
- ラニの父 - ヨーゲンドラ・ティク（英語版）
- ラニの母 - アルカ・コウシャル（英語版）
- チントゥ・メーラ - チンマヤ・アグラワール
- ダディ - トリプタ・ラカンパール
- ソナル - ナヤニ・ディクジット
- ロゼット - サビーア・イラム

## 製作

### 企画
ヴィカース・バールは本作のストーリーを気に入り、自身が監督を務めることに決めた。製作にはヴァイアコム18モーション・ピクチャーズとファントム・フィルムズが参加し、プロデューサーはアヌラーグ・カシャップ、ヴィクラマディティヤ・モトワニが務めることになった。

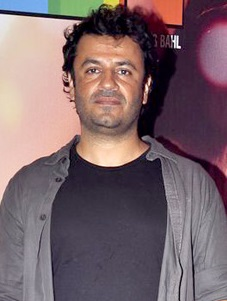
ヴィカース・バール

バールは脚本も担当し、ラニのキャラクターは彼がデリーで観察した人々を参考に作られた。これについて、彼は「私は少女の人生が、彼女の家族によって計画されていることを知っています。彼らは自らの人生観を失い、それを良しとします」と語っている。少女が20歳を迎える時、家族はシナリオの「決済」のために忙しくなり、ラニも家族が決めた結婚が破談になるまでは自分で人生を設計しようとはしなかった。そのため、脚本は「第1段階でラニは男性を乗り越え、第2段階で彼女自身を乗り越える」内容となっている。
バールはカンガナー・ラーナーウトを念頭に脚本を執筆しており、アヌラーグ・バスの協力で彼女を起用した。リサ・ヘイドンはオーディションを経て起用された後、役作りのため1か月間フランス語を学んだ。ミシュ・ボイコとジェフリー・ホーはロンドンで開催したオーディションで起用され、ジョゼフ・ギトは路上で歌を披露していたところをスカウトされた。

### 撮影
2012年から撮影が始まり、パリ・アムステルダム・デリーで45日間行われた。海外での撮影が多かった一方、撮影費用は潤沢ではなく、バールは25人のスタッフを連れて海外145か所の撮影を40日間かけて行った。撮影は1日に3-4か所で行われ、1か所の撮影は数時間で終わらせていた。スタッフは撮影現場近くのレストランで食事をし、時にはラーナーウトたちキャストが公衆トイレやレストランで衣装を着替えることもあった。撮影の際にはラーナーウトの提案で、イタリア人シェフとのキスシーン、ラニがアムステルダムで自分の写真を見知らぬ人にクリックするように頼むシーンなど、いくつかのシーンが追加された。彼女の功績を認められ、脚本家としてクレジットされることになった。バールは他のキャストにも即興で対話を行わせ、映画にリアリズムを加えている。「Hungama Ho Gaya」の歌唱シーンはアムステルダムのClub NLで撮影され、これは同地で最初に歌われたヒンディー語ソングとなった。
12月25日、全体の90%の撮影を完了させたころ、撮影監督のボビー・シンがデリーでの撮影を終えた後に喘息発作を起こして急死した。撮影終了後、カシャプは志願して編集に参加し、編集権のなかったバールは彼の申し出を承認した。
2013年12月20日に予告編が公開された。

### 音楽
音楽はアミット・トリヴェディが作曲し、アンヴィタ・ダットが作詞している。作曲した曲は2014年2月2日にムンバイで開催されたカーラ・ゴーダ・アートフェスティバルで発表された。3月1日に追加トラックが発表され、1973年に公開された『Anhonee』でアシャ・ボスレが歌った「Hungama Ho Gaya」をトリヴェディがリミックスし、アリジット・シンが歌っている。この曲は映画のエンディングで使用されている。

## 評価

### 興行収入
公開初日の興行収入は2000万ルピーと低調なスタートとなり、2日目に3350万ルピー、3日目に4300万ルピーを記録し、公開初週末の合計興行収入は約9500万ルピーとなった。平日の興行収入は2500万ルピーとなり、公開第1週の興行収入は1億8000万ルピーを記録した。公開第2週の月曜日は休日だったこともあり、興行収入は3000万ルピーを記録した。第2週の興行収入は第1週を上回り、合計興行収入は3億9000万ルピーを記録した。公開第3週の興行収入は1億1500万ルピーとなり、合計興行収入は5億500万ルピーを記録した。公開第4週には6500万ルピーの興行収入を記録し、当時のボリウッド映画史上における公開第4週の歴代興行収入記録第11位にランクインし、最終的な国内興行収入は6億ルピーを記録した。
海外市場ではアメリカ98万ドル、カナダ18万ドル、イギリス27万ドルの収益を上げ、公開第5週の合計興行収入は180万ドルとなった。公開第8週の合計興行収入は1600万ドル以上となった。

### 批評

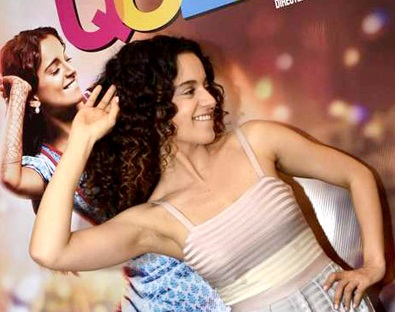
カンガナー・ラーナーウト

映画はラーナーウトの演技について高く評価されている。ニューデリー・テレビジョンのサイバル・チャテルジーは4/5の星を与えて映画を「スパイシーで爽やかに気持ちを高めさせる」と表現し、「カンガナーは『クイーン 旅立つわたしのハネムーン』の心と魂である」と批評している。Rediff.comのラジャ・センは4/5の星を与え、ラーナーウトを「驚くような華々しさ」と表現し、映画を「君臨する用意ができた女優のためのショーケース」と呼んだ。CNN-IBNのラジーヴ・マサンドは4/5の星を与え、ラーナーウトの演技について「生々しく、優美にコミカル」と批評している。アヌパマ・チョープラーはラーナーウトの演技を「巧みな心からの透明さ」と称賛する一方、映画については「延々と甘やかす」と批評し、3.5/5の星を与えた。デイリー・ニュース&アナライシスのサリタ・タンワールは4.5/5の星を与え、「『クイーン 旅立つわたしのハネムーン』は魅力的です。強くお勧めします。必見の映画です。あなたは劇場に幸福を口ずさむ心を残すことでしょう」と批評している。インディア・トゥデイのサウラブ・ドウィヴェディは4.5/5の星を与え、映画は「素晴らしい」ものであり、「華やかなパッケージ」であると批評した。ファーストポストのディーパンジャナ・パルは、「カンガナー・ラーナーウトは完璧にはまっています」と批評している。ジー・ニュースは、「『クイーン 旅立つわたしのハネムーン』は誠実さとシンプルさを印象付けた」と批評した。

### 受賞・ノミネート
| 映画賞                                             | 部門                                             | 対象                                                             | 結果       | 出典                        |
| -------------------------------------------------- | ------------------------------------------------ | ---------------------------------------------------------------- | ---------- | --------------------------- |
| ビッグ・スター・エンターテインメント・アワード     | 社会派ドラマ映画女優賞                           | カンガナー・ラーナーウト                                         | ノミネート | [ 42 ]                      |
| ビッグ・スター・エンターテインメント・アワード     | 社会派ドラマ映画賞                               | クイーン 旅立つわたしのハネムーン                                | ノミネート | [ 42 ]                      |
| ビッグ・スター・エンターテインメント・アワード     | 監督賞                                           | ヴィカース・バール                                               | 受賞       | [ 42 ]                      |
| ビッグ・スター・エンターテインメント・アワード     | エンターテインメント・フィルム・オブ・ザ・イヤー | クイーン 旅立つわたしのハネムーン                                | ノミネート | [ 42 ]                      |
| ビッグ・スター・エンターテインメント・アワード     | エンターテインメント女優賞                       | カンガナー・ラーナーウト                                         | ノミネート | [ 42 ]                      |
| 第60回フィルムフェア賞                             | 作品賞                                           | クイーン 旅立つわたしのハネムーン                                | 受賞       | [ 43 ] [ 44 ]               |
| 第60回フィルムフェア賞                             | 監督賞                                           | ヴィカース・バール                                               | 受賞       | [ 43 ] [ 44 ]               |
| 第60回フィルムフェア賞                             | 主演女優賞                                       | カンガナー・ラーナーウト                                         | 受賞       | [ 43 ] [ 44 ]               |
| 第60回フィルムフェア賞                             | 作曲賞                                           | アミット・トリヴェディ                                           | 受賞       | [ 43 ] [ 44 ]               |
| 第60回フィルムフェア賞                             | 編集賞                                           | アヌラーグ・カシャップ、アビジット・コケイト                     | 受賞       | [ 43 ] [ 44 ]               |
| 第60回フィルムフェア賞                             | 撮影賞                                           | ボビー・シン                                                     | 受賞       | [ 43 ] [ 44 ]               |
| 第60回フィルムフェア賞                             | 助演女優賞                                       | リサ・ヘイドン                                                   | ノミネート | [ 43 ] [ 44 ]               |
| 第60回フィルムフェア賞                             | 音楽監督賞                                       | アミット・トリヴェディ                                           | ノミネート | [ 43 ] [ 44 ]               |
| 国際インド音楽アカデミー賞                         | 作曲賞                                           | アミット・トリヴェディ                                           | ノミネート | [ 45 ] [ 46 ] [ 47 ] [ 48 ] |
| 国際インド音楽アカデミー賞                         | アレンジャー&プログラマー賞                      | アミット・トリヴェディ、ソーラブ・ロイ                           | 受賞       | [ 45 ] [ 46 ] [ 47 ] [ 48 ] |
| 国際インド音楽アカデミー賞                         | 音楽監督賞                                       | アミット・トリヴェディ                                           | 受賞       | [ 45 ] [ 46 ] [ 47 ] [ 48 ] |
| 国際インド音楽アカデミー賞                         | 女性プレイバックシンガー賞                       | ナンディーニ・シュリカール (「Harjaiyaan」)                      | ノミネート | [ 45 ] [ 46 ] [ 47 ] [ 48 ] |
| 国際インド音楽アカデミー賞                         | 男性プレイバックシンガー賞                       | ラブ・ジャンジュア (「London Thumakda」)                         | ノミネート | [ 45 ] [ 46 ] [ 47 ] [ 48 ] |
| 国際インド音楽アカデミー賞                         | 映画音楽賞                                       | 「London Thumakda」                                              | 受賞       | [ 45 ] [ 46 ] [ 47 ] [ 48 ] |
| 国際インド音楽アカデミー賞                         | 映画アルバム賞                                   | クイーン 旅立つわたしのハネムーン                                | ノミネート | [ 45 ] [ 46 ] [ 47 ] [ 48 ] |
| インディアン・フィルム・フェスティバル・メルボルン | 主演女優賞                                       | カンガナー・ラーナーウト                                         | 受賞       | [ 49 ]                      |
| 第16回国際インド映画アカデミー賞                   | 作品賞                                           | クイーン 旅立つわたしのハネムーン                                | 受賞       | [ 50 ] [ 51 ] [ 52 ]        |
| 第16回国際インド映画アカデミー賞                   | 監督賞                                           | ヴィカース・バール                                               | ノミネート | [ 50 ] [ 51 ] [ 52 ]        |
| 第16回国際インド映画アカデミー賞                   | 主演女優賞                                       | カンガナー・ラーナーウト                                         | 受賞       | [ 50 ] [ 51 ] [ 52 ]        |
| 第16回国際インド映画アカデミー賞                   | 助演女優賞                                       | リサ・ヘイドン                                                   | ノミネート | [ 50 ] [ 51 ] [ 52 ]        |
| 第16回国際インド映画アカデミー賞                   | 原案賞                                           | ヴィカース・バール、チェイタリー・パルマル、パルヴェーズ・シーク | 受賞       | [ 50 ] [ 51 ] [ 52 ]        |
| 第16回国際インド映画アカデミー賞                   | 脚本賞                                           | ヴィカース・バール、チェイタリー・パルマル、パルヴェーズ・シーク | 受賞       | [ 50 ] [ 51 ] [ 52 ]        |
| 第16回国際インド映画アカデミー賞                   | 編集賞                                           | アヌラーグ・カシャップ、アビジット・コケイト                     | 受賞       | [ 50 ] [ 51 ] [ 52 ]        |
| ジャグラン映画祭                                   | 主演女優賞                                       | カンガナー・ラーナーウト                                         | 受賞       | [ 53 ]                      |
| ジャグラン映画祭                                   | 音楽監督賞                                       | アミット・トリヴェディ                                           | 受賞       | [ 53 ]                      |
| ジャグラン映画祭                                   | 女性プレイバックシンガー賞                       | シェファリ・アルヴァース (「O Gujariya」)                        | 受賞       | [ 53 ]                      |
| ライオン・ゴールド・アワード                       | フェイバリット助演女優賞                         | リサ・ヘイドン                                                   | 受賞       | [ 54 ]                      |
| 第7回ミルチ音楽賞                                  | 歌曲賞                                           | 「London Thumakda」                                              | ノミネート | [ 55 ]                      |
| 第7回ミルチ音楽賞                                  | アルバム賞                                       | クイーン 旅立つわたしのハネムーン                                | ノミネート | [ 55 ]                      |
| 第7回ミルチ音楽賞                                  | 有望歌手賞                                       | ラペシュ・クマール・ラム(「Ranjha」)                             | ノミネート | [ 55 ]                      |
| 第7回ミルチ音楽賞                                  | 有望作詞家賞                                     | ラグ・ナス(「Ranjha」)                                           | ノミネート | [ 55 ]                      |
| 第7回ミルチ音楽賞                                  | プログラマー&アレンジャー賞                      | アミット・トリヴェディ、ソーラブ・ロイ(「London Thumakda」)      | ノミネート | [ 55 ]                      |
| 第62回国家映画賞                                   | 主演女優賞                                       | カンガナー・ラーナーウト                                         | 受賞       | [ 56 ] [ 57 ]               |
| 第62回国家映画賞                                   | ヒンディー語長編映画賞                           | クイーン 旅立つわたしのハネムーン                                | 受賞       | [ 56 ] [ 57 ]               |
| スター・スクリーン・アワード                       | 作品賞                                           | クイーン 旅立つわたしのハネムーン                                | 受賞       | [ 58 ] [ 59 ] [ 60 ] [ 61 ] |
| スター・スクリーン・アワード                       | 監督賞                                           | ヴィカース・バール                                               | 受賞       | [ 58 ] [ 59 ] [ 60 ] [ 61 ] |
| スター・スクリーン・アワード                       | 主演女優賞                                       | カンガナー・ラーナーウト                                         | ノミネート | [ 58 ] [ 59 ] [ 60 ] [ 61 ] |
| スター・スクリーン・アワード                       | 大衆選出主演女優賞                               | カンガナー・ラーナーウト                                         | ノミネート | [ 58 ] [ 59 ] [ 60 ] [ 61 ] |
| スター・スクリーン・アワード                       | 助演男優賞                                       | ラージクマール・ラーオ                                           | ノミネート | [ 58 ] [ 59 ] [ 60 ] [ 61 ] |
| スター・スクリーン・アワード                       | 助演女優賞                                       | リサ・ヘイドン                                                   | ノミネート | [ 58 ] [ 59 ] [ 60 ] [ 61 ] |
| スター・スクリーン・アワード                       | 音楽監督賞                                       | アミット・トリヴェディ                                           | ノミネート | [ 58 ] [ 59 ] [ 60 ] [ 61 ] |
| スター・スクリーン・アワード                       | 男性プレイバックシンガー賞                       | ラブ・ジャンジュア(「London Thumakda」)                          | ノミネート | [ 58 ] [ 59 ] [ 60 ] [ 61 ] |
| スター・スクリーン・アワード                       | 脚本賞                                           | ヴィカース・バール、チェイタリー・パルマル、パルヴェーズ・シーク | ノミネート | [ 58 ] [ 59 ] [ 60 ] [ 61 ] |
| スター・スクリーン・アワード                       | 台詞賞                                           | アンヴィタ・ダット・グプタン、カンガナー・ラーナーウト           | ノミネート | [ 58 ] [ 59 ] [ 60 ] [ 61 ] |
| スター・スクリーン・アワード                       | 子役賞                                           | チンマヤ・アグラワール                                           | ノミネート | [ 58 ] [ 59 ] [ 60 ] [ 61 ] |
| スター・スクリーン・アワード                       | 編集賞                                           | アヌラーグ・カシャップ、アビジット・コケイト                     | ノミネート | [ 58 ] [ 59 ] [ 60 ] [ 61 ] |
| スター・スクリーン・アワード                       | 撮影賞                                           | ボビー・シン                                                     | 受賞       | [ 58 ] [ 59 ] [ 60 ] [ 61 ] |
| スター・スクリーン・アワード                       | 衣装デザイン賞                                   | マノシ・ナス、ラシ・シャルマ                                     | ノミネート | [ 58 ] [ 59 ] [ 60 ] [ 61 ] |
| 製作者組合映画賞                                   | 作品賞                                           | クイーン 旅立つわたしのハネムーン                                | ノミネート | [ 62 ] [ 63 ]               |
| 製作者組合映画賞                                   | 監督賞                                           | ヴィカース・バール                                               | 受賞       | [ 62 ] [ 63 ]               |
| 製作者組合映画賞                                   | 主演女優賞                                       | カンガナー・ラーナーウト                                         | ノミネート | [ 62 ] [ 63 ]               |
| 製作者組合映画賞                                   | 助演女優賞                                       | リサ・ヘイドン                                                   | ノミネート | [ 62 ] [ 63 ]               |
| 製作者組合映画賞                                   | 男性プレイバックシンガー賞                       | ラブ・ジャンジュア(「London Thumakda」)                          | ノミネート | [ 62 ] [ 63 ]               |
| 製作者組合映画賞                                   | 原案賞                                           | ヴィカース・バール、チェイタリー・パルマル、パルヴェーズ・シーク | 受賞       | [ 62 ] [ 63 ]               |
| 製作者組合映画賞                                   | 脚本賞                                           | ヴィカース・バール、チェイタリー・パルマル、パルヴェーズ・シーク | 受賞       | [ 62 ] [ 63 ]               |
| 製作者組合映画賞                                   | 台詞賞                                           | アンヴィタ・ダット・グプタン、カンガナー・ラーナーウト           | ノミネート | [ 62 ] [ 63 ]               |
| 製作者組合映画賞                                   | 作曲家賞                                         | アンヴィタ・ダット・グプタン(「London Thumakda」)                | ノミネート | [ 62 ] [ 63 ]               |
| 製作者組合映画賞                                   | 音楽監督賞                                       | アミット・トリヴェディ(「London Thumakda」)                      | ノミネート | [ 62 ] [ 63 ]               |
| 製作者組合映画賞                                   | 編集賞                                           | アヌラーグ・カシャップ、アビジット・コケイト                     | 受賞       | [ 62 ] [ 63 ]               |
| スターダスト・アワード                             | 作品賞                                           | クイーン 旅立つわたしのハネムーン                                | 受賞       | [ 64 ] [ 65 ]               |
| スターダスト・アワード                             | 監督賞                                           | ヴィカース・バール(インティアズ・アリと同時受賞)                 | 受賞       | [ 64 ] [ 65 ]               |
| スターダスト・アワード                             | 主演女優賞                                       | カンガナー・ラーナーウト                                         | 受賞       | [ 64 ] [ 65 ]               |
| スターダスト・アワード                             | アクター・オブ・ザ・イヤー                       | カンガナー・ラーナーウト                                         | ノミネート | [ 64 ] [ 65 ]               |
| スターダスト・アワード                             | 音楽監督賞                                       | アミット・トリヴェディ                                           | ノミネート | [ 64 ] [ 65 ]               |
| スターダスト・アワード                             | 女性プレイバックシンガー賞                       | ニーア・カクカール、ソーヌー・カクカール(「London Thumakda」)    | ノミネート | [ 64 ] [ 65 ]               |

## リメイク
タミル語映画とカンナダ語映画でリメイクされ、カージャル・アグルワール主演の『Paris Paris』、パルル・ヤダブ主演の『Butterfly』が公開され、両作ともラメシュ・アラヴィンドが監督を務めた。また、テルグ語映画とマラヤーラム語映画でもリメイクされ、タマンナー・バティア主演の『That Is Mahalakshmi』、マンジマ・モーハン主演の『Zam Zam』が製作された。